# Vorderstoder
Vorderstoder osztrák község Felső-Ausztria Kirchdorf an der Krems-i járásában. 2019 januárjában 818 lakosa volt. 

## Elhelyezkedése

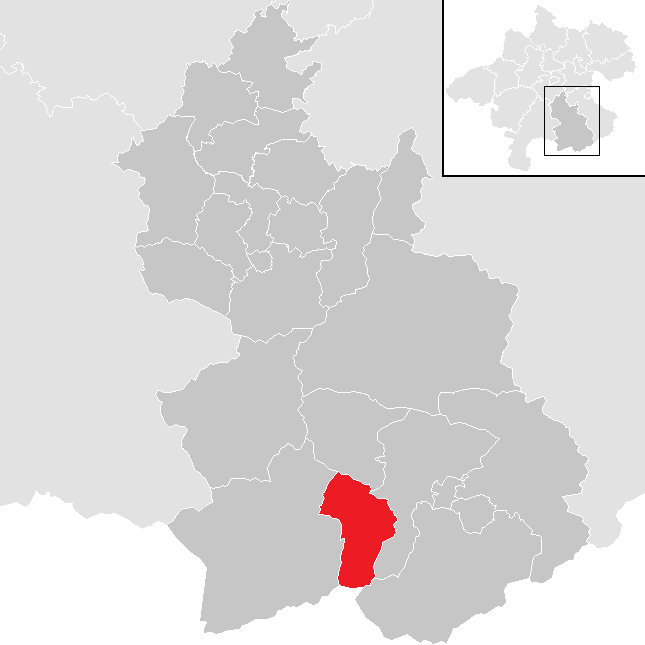
Vorderstoder a Kirchdorf an der Krems-i járásban

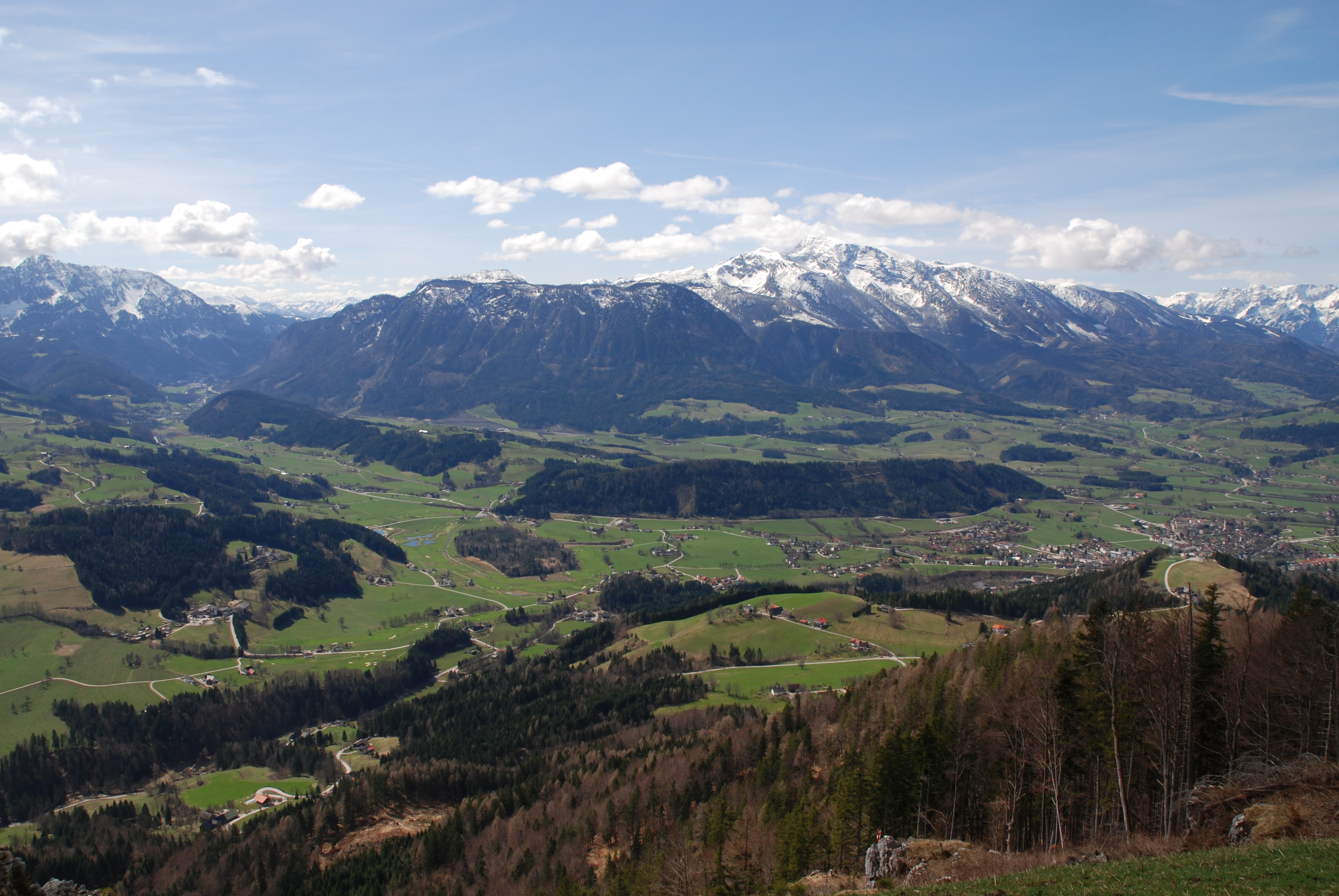
A Warscheneck

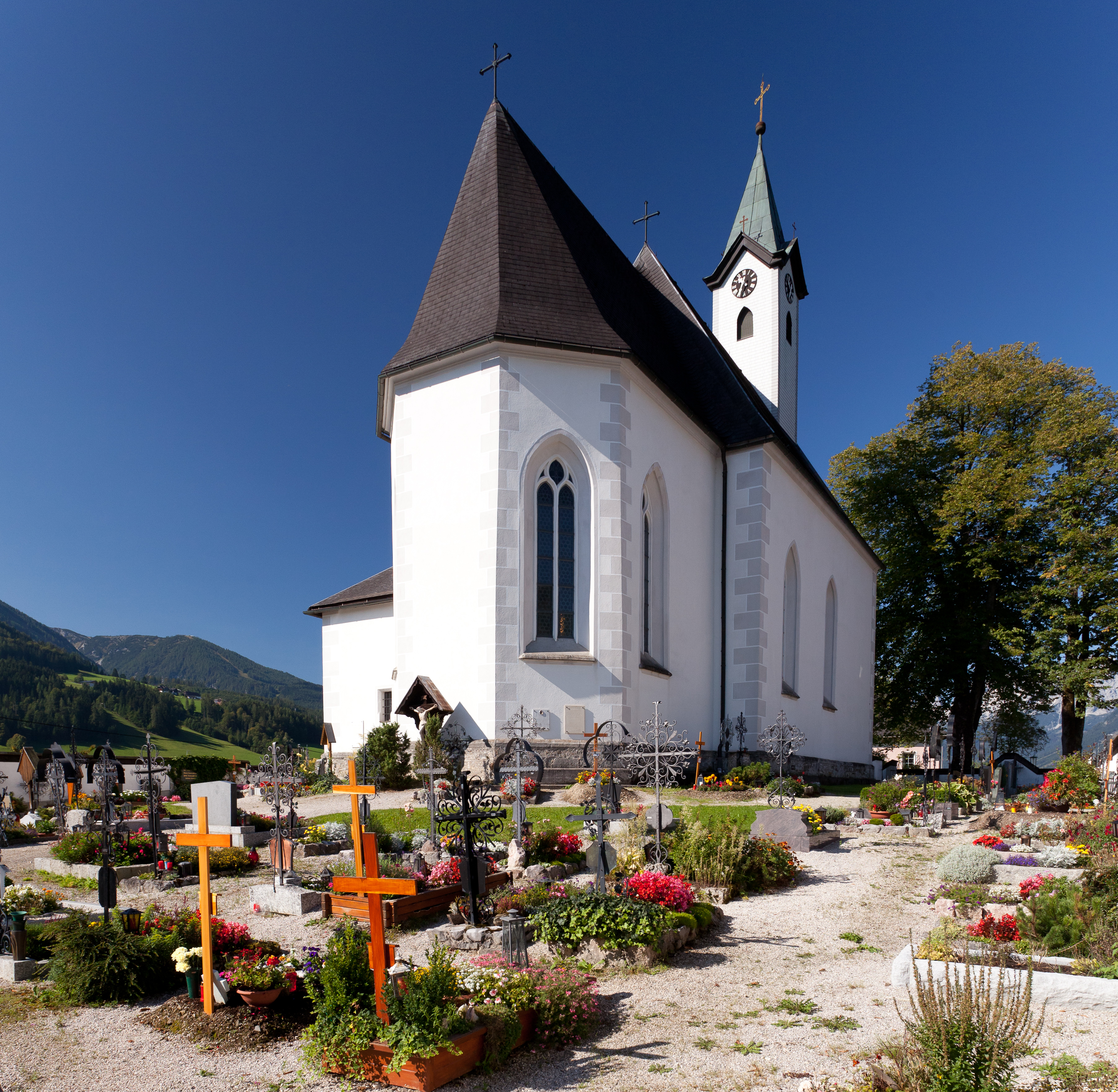
A Szt. Lipót-plébániatemplom

Vorderstoder Felső-Ausztria Traunviertel régiójában, a Totes-hegységben fekszik. Legmagasabb pontja déli határán a Warscheneck (2388 m). Területének 55,3%-a erdő és 25,3% áll mezőgazdasági művelés alatt. Az önkormányzat 4 településrészt és falut egyesít: Gaisriegl (66 lakos 2019-ben), Vorderstoder (427), Vordertambergau (248) és Walchegg (77).
A környező önkormányzatok: nyugatra Hinterstoder, északra Sankt Pankraz, keletre Roßleithen, délkeletre Spital am Pyhrn, délre Liezen (Stájerország)

## Története
A térségbe a népvándorlás végén szlávok költöztek, akiket a 10. században térítettek a keresztény vallásra és egyidejűleg bajor és frank telepesek is érkeztek. A tervszerű erdőirtás és falutelepítés 1170 körül következett be, nagyjából amikor a földbirtok a Spital am Pyhrn-i apátság tulajdonába került. A kolostor 1492-es urbáriumában 65 vorderstoderi házat számoltak össze. Ausztria nemzeti szentjének, Lipótnak ajánlott templomát 1507-ben szentelték fel. Kis harangjain az 1401-es évszám olvasható és Felső-Ausztria legrégebbi harangjai közé tartoznak. A templomnak 1675 óta van külön lelkipásztora, korábban spitali papok miséztek benne. Az önálló egyházközség 1787-ben jött létre. 
A reformációt követő vallási és társadalmi zavargások Vorderstodertz is elérték: 1597-ben a Filzmoser-kápolnánál egy ma is álló hársfára három lázadó parasztvezért akasztottak fel. A hatóságok erőszakosságának dacára, a lakosság többsége még 200 évig protestáns maradt. A 19. század végéig, az idegenforgalom megindulásáig, a helybeliek mezőgazdaságból és némi kézművességből éltek. 
Vorderstoder 1918-tól Felső-Ausztria tartományhoz, az 1938-as Anschluss után pedig a Német Birodalom Oberdonaui gaujához tartozott. A második világháború után visszakerült Felső-Ausztriához.  

## Lakosság
A vorderstoderi önkormányzat területén 2019 januárjában 818 fő élt. A lakosságszám 1869 óta 700-100 között ingadozik. 2017-ben a helybeliek 94,9%-a volt osztrák állampolgár; a külföldiek közül 1,7% a régi (2004 előtti), 2,8% az új EU-tagállamokból érkezett. 2001-ben a lakosok 89,1%-a római katolikusnak, 2,9% evangélikusnak, 6,7% pedig felekezeten kívülinek vallotta magát. 
A lakosság számának változása:

| 2016 | 808 |
| 2018 | 810 |

## Látnivalók
- a Szt. Lipót-plébániatemplom
- a Filzmoser-kápolna

## Fordítás
- Ez a szócikk részben vagy egészben  a   Vorderstoder című német Wikipédia-szócikk ezen változatának fordításán alapul.  Az eredeti cikk szerkesztőit annak laptörténete sorolja fel. Ez a jelzés csupán a megfogalmazás eredetét és a szerzői jogokat jelzi, nem szolgál a cikkben szereplő információk forrásmegjelöléseként.